# Джолдошева, Жылдызкан Айтибаевна
Жылдызкан Айтибаевна Джолдошева (род. 2 марта 1960 года, село Кыргыз-Чек) — лидер фракции «Ата-Журт» Парламента (Жогорку Кенеш).

## Биография
Родилась 2 марта 1960 года в селе Кыргыз-Чек. В 1979 году окончила автодорожный техникум. В 1991 году — Фрунзенский политехнический институт.
С 2010 года работает в парламенте как депутат, с 2012 года — член комитета по международным делам. В 2014—2015 годах — лидер фракции «Ата-Журт».